# Gisela Born-Siebicke
Gisela Born-Siebicke (* 4. März 1949 in Nienburg/Weser) ist eine deutsche Politikerin (CDU). Sie war von 2009 bis 2011 Abgeordnete im Landtag Rheinland-Pfalz.

## Leben und Beruf
Nach dem 1968 abgelegten Abitur und einem einjährigen Fachpraktikum studierte Born-Siebicke von 1969 bis 1974 Ökotrophologie in Bonn und schloss mit dem Diplom ab. Im Anschluss war sie als wissenschaftliche Mitarbeiterin ebenfalls in Bonn tätig, 1978 wurde sie promoviert.
1980 übernahm sie den elterlichen landwirtschaftlichen Betrieb in Unkel. 1998 gründete sie einen Forstbetrieb in Thüringen, den sie seither bewirtschaftet und leitet.
Sie ist evangelisch, verheiratet und hat zwei Kinder. Mit diesen ist sie in Bruchhausen ansässig.

## Politik
Gisela Born-Siebicke ist seit 1986 Mitglied der Christlich Demokratischen Union Deutschlands. Von 1986 bis 1996 war sie Vorsitzende der CDU Unkel, von 1997 bis 2007 Vorsitzende der CDU-Fraktion im Verbandsgemeinderat. Von 2004 bis 2009 war sie 1. Stadtbeigeordnete in Unkel.
Seit dem 4. November 2009 war sie Mitglied im 15. Landtag von Rheinland-Pfalz. Sie rückte für Erwin Rüddel (CDU) nach, der in den 17. Deutschen Bundestag einzog. Im Landtag war sie Mitglied im Ausschuss für Gleichstellung und Frauenförderung sowie im Ausschuss für Umwelt, Forsten und Verbraucherschutz.
1989 bis 2009 war sie ehrenamtliche Richterin am Verwaltungsgericht Koblenz, 2008
Vorsitzende im Kreiswaldbauverein Neuwied und Mitglied im Vorstand des Waldbesitzerverbands
Rheinland-Pfalz.